# Kildare (hrabstwo)
Kildare (irl. Contae Chill Dara) – hrabstwo w Irlandii położone na południowy zachód od Dublina, w prowincji Leinster. Stolicą hrabstwa jest Naas.
W VI wieku w Monasterevin Św. Evin założył opactwo Moore (Moore Abbey). Najstarszym i najbardziej historycznym w hrabstwie jest miasto Kildare. Hrabstwo jest również znane jako „hrabstwo krótkich traw” (Shortgrass County).
Populacja zachodniego Kildare wzrosła bardzo szybko; liczba ludzi wzrosła od roku 1996 do 2002 o 28 952, co daje 21,4%. Maynooth jest historycznym i edukacyjnym centrum hrabstwa, w którym znajdują się National University of Ireland i St Patrick’s College. W Leixlip znajduje się ogromna fabryka Intela.
W hrabstwie Kildare mieści się również konna trasa Curragh z wieloma stadninami.
Kildare graniczy z hrabstwami Carlow, Fingal, Laois, Meath, Offaly, Dublin Południowy oraz Wicklow.

## Miasta hrabstwa Kildare
- Athy
- Celbridge
- Kilcock
- Kildare
- Leixlip
- Maynooth
- Monasterevin
- Naas
- Newbridge (również jako Droichead Nua)